# 新加坡—法國關係
新加坡－法國關係，是指歷史上的新加坡和法國，以至現在新加坡共和國與法蘭西共和國之間的雙邊關係。新加坡開埠者史丹福·萊佛士本身懂得法語，亦是法國文化的愛好者。當時亦有兩名法國人協助其開埠。當代的新加坡－法國關係被法國外交部視為多方面優秀和頻繁的雙邊關係。

## 歷史
早在新加坡開埠前，法國和新加坡已有交往。17至18世紀，曾有法國傳教士由檳城和馬六甲出發前往新加坡照顧在島上的少數基督徒。18世紀，兩位法國繪圖師让-巴蒂斯特·达普雷·德·马纳维莱特和雅克-尼古拉·贝兰繪製的航行圖中出現新加坡的名字。

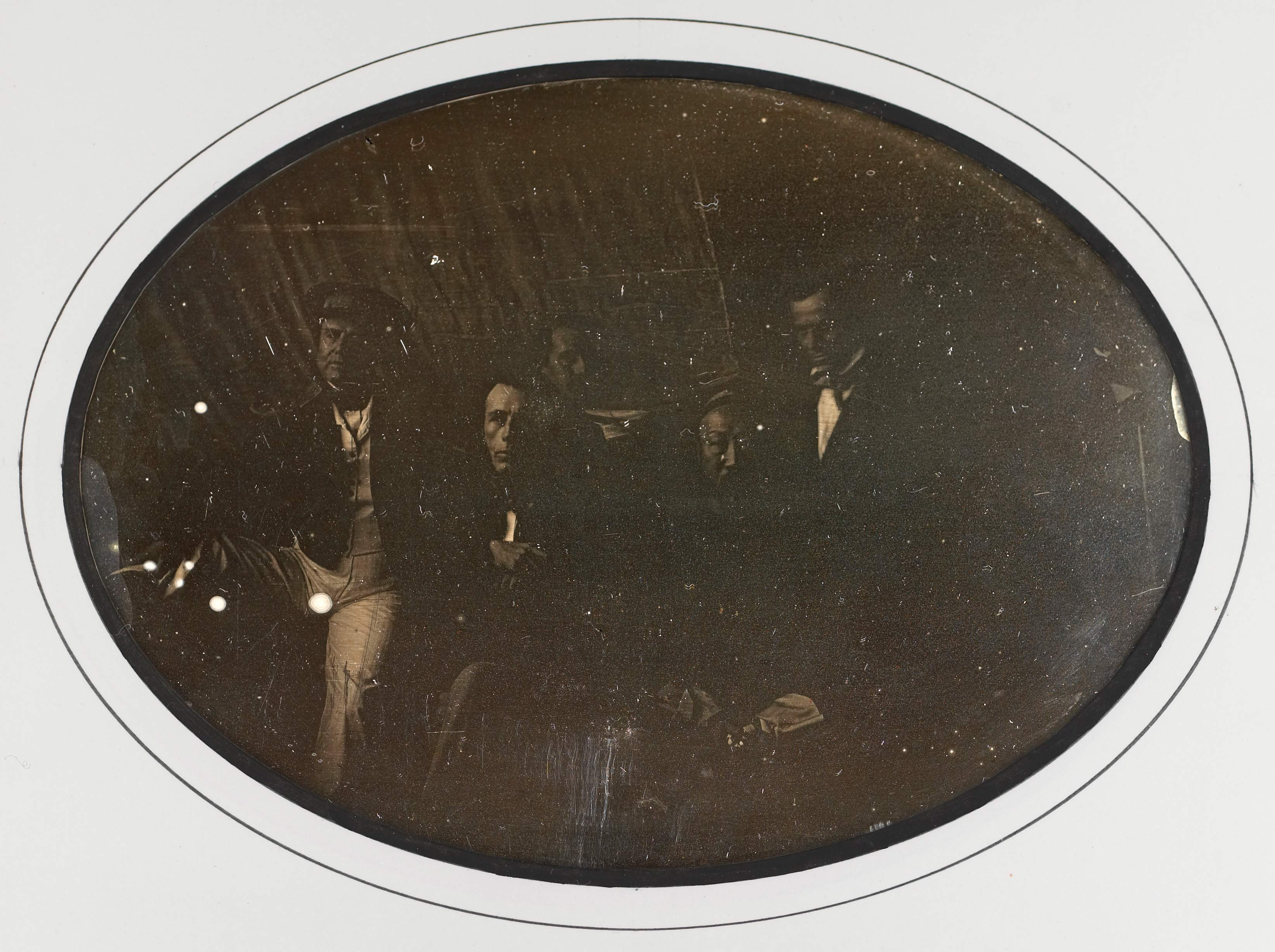
于勒·埃及爾（右一）是新加坡截至2015年7月最古老照片的拍攝者

新加坡開埠者史丹福·萊佛士本身懂說法語，亦是法國文化的愛好者。史丹福·萊佛士在1819年發現新加坡時，兩名法國自然學家皮埃尔-梅达尔·迪亚尔和阿尔弗雷德·迪沃塞尔亦曾陪同萊佛士前往並在新加坡從事研究工作。而法國攝影師于勒·埃及爾於1844年7月在新加坡政府山拍攝的驳船码头全景圖是新加坡截至2015年7月最古老的照片，現收藏在新加坡國家博物院。在萊佛士發現新加坡之後，亦有少數法國人前往新加坡定居，而法國亦在新加坡設立領事館。本身是法國人的暹羅主教让-巴蒂斯特·帕勒古瓦和神父艾蒂安·阿伯蘭亦曾籌建新加坡首間天主教堂。
第二次世界大戰末期，英國採取泰德雷斯行動以恢復對新加坡的主權，法國海軍亦有參與該次行動。1946年6月21日，時任法國駐新加坡領事加布里埃尔·莫朗宣佈在國泰大廈重開法國駐新加坡總領事館。

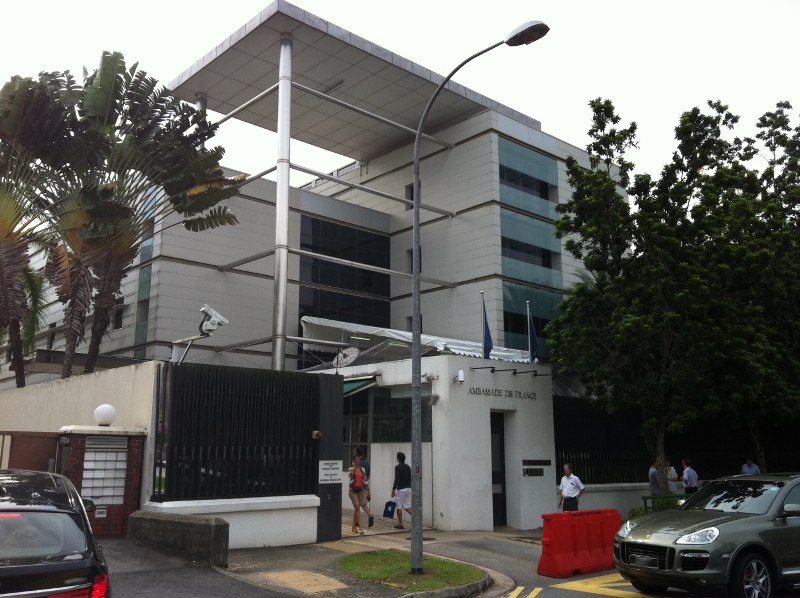
法國駐新加坡大使館

1965年8月9日，新加坡因被馬來西亞逐出而宣告獨立，法國於1965年9月18日與新加坡建交，法國駐新加坡總領事館升格為大使館。新加坡其後在1977年設立駐法國大使館，由大衛·馬紹爾擔任首任新加坡駐法國大使。
2012年12月18日，時任法國總理让-马克·埃罗訪問新加坡，簽訂《新加坡－法國戰略合作關係聯合聲明》。

## 經貿關係
2015年，法國與新加坡的總貿易額為78.75億歐元。2015年，法國向新加坡出口額為53億歐元，而新加坡向法國出口額為25億歐元。其中法國主要向新加坡出口化工產品、機械、食品等，而新加坡主要向法國出口化工產品、機械、精煉石油等。
2015年，法國對新加坡的直接投資額為4.228億歐元，是歐洲國家在新加坡的第七大投資夥伴。法國商人在新加坡設立法國－新加坡商會。

## 文化關係
法國與新加坡在2009年簽訂文化合作諒解備忘錄，以增進兩國文化交流及確立法國成為支持新加坡野心的特別夥伴。2015年，新加坡曾舉辦法國節。
法國在新加坡設有法國文化協會。此外，高等經濟商業學院等五間法國院校均在新加坡設立分校。法國院校和新加坡院校亦有達成雙邊協議。2014年，法國國家科學研究中心東盟區域辦事處在新加坡開幕，並與新加坡國家研究基金會簽訂諒解備忘錄。

## 軍事關係
新加坡是法國主要的國防技術雙邊夥伴之一。新加坡空軍在法國卡佐設有空軍派遣隊，以訓練戰鬥機機師。法國亦在2009年新加坡海軍的信息融合中心成立伊始向中心派遣聯絡官。

## 外部連結
- 法國駐新加坡大使館官方網站 （页面存档备份，存于）（英文）（法文）
- 新加坡駐法國大使館官方網站 （页面存档备份，存于）（英文）（法文）